# Vernobia johnsoni
Vernobia johnsoni är en insektsart som beskrevs av Nielson 1979. Vernobia johnsoni ingår i släktet Vernobia och familjen dvärgstritar. Inga underarter finns listade i Catalogue of Life.